# エドワルド・リモノフ
エドワルド・ヴェニアミノヴィチ・リモノフ（ロシア語: Эдуа́рд Вениами́нович Лимо́нов 英：Eduard  Veniaminovich Limonov、1943年2月22日 - 2020年3月17日）は、ロシア人政治家（政治亡命の経験からフランス国籍を使用）の思想家、政治家、作家、新聞記者。民族共産主義を標榜する国家ボリシェヴィキ党の創設者・現指導者として、野党連合もう一つのロシアの幹部に名を連ねている。リモノフは政治的ペンネームであり、本名はエドワルド・ヴェニアミノヴィチ・サヴェンコ（Саве́нко）と記録されている。
本人は自己をネオファシストやネオナチと定義していないが、しばしば政治研究者などからはネオ・ファシズムの運動家と紹介される。その政治的思想は民族共産主義とユーラシア主義（ユーラシアズム）に基づいており、「共産主義によるロシア人を中核としたユーラシア統一国家の樹立」を主張する。
ウラジーミル・プーチン率いる統一ロシアの台頭以降は他の野党との連帯を図っている。現在、自由主義政党全ロシア市民会議の党首でもう一つのロシアの指導者であるガルリ・カスパロフの盟友の一人と認識されている。
三島由紀夫の影響を受けている。

## 来歴
リモノフが一般に知られる政治家になるまでの前歴は謎が多く、多くの噂や俗説が飛び交っている。
一説に第二次世界大戦中の1943年2月22日にニジニ・ノヴゴロド州ジェルジンスクで生まれ、両親の都合からウクライナに転居したとされている。後に首都モスクワで作家として活動し、1970年代初期には生計が立てられる程度に成功していたと主張されている。創作の一方で現状のソ連の統治方針に疑問を抱き反体制活動家として行動、ソ連国籍剥奪と国外追放処分を受けたとされている。亡命後、最初はアメリカに住んでトロツキスト や、幾人の作家・政治家・亡命者と親交を持ったが、アメリカを離れてフランスに移り、フランス政府から国籍を与えられたとされる。ゴルバチョフの国籍剥奪者に対する恩赦でソ連国籍を再度付与された事から、ソビエト連邦の崩壊前後にロシアへと帰国したと述べている。
以上が主に知られているリモノフの前歴ではあるがはっきりとした確証や証明は行われておらず、現在でも依然として謎の多い人物という評価に変わりはない。

## ロシア帰国後

### 作家活動
作家としてのリモノフは徹底したシニシズム（冷笑主義）に貫かれた作風を得意とし、また自身の亡命経験を生かした回顧録なども執筆している。ロシア帰国後はモスクワの英字新聞「ザ・エグザイル」の記者として寄稿しており、アメリカに長期亡命していた経緯から英語に熟達する機会があったものと考えられる。一方で「強いロシア語訛り（ロシアン・イングリッシュ）」であるとも指摘されている。
リモノフの寄稿する記事は殆どが政治的内容だが、しばしば「野心のある若者への助言」など人生相談的な記事も執筆している。

### 政治活動

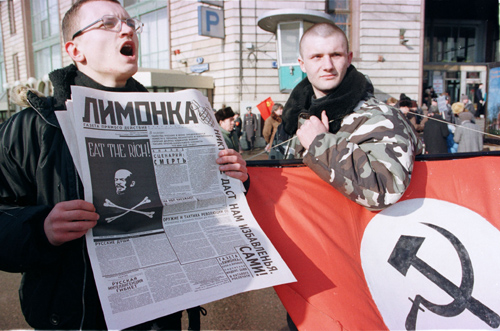
政治新聞「Limonka」を手に演説する国家ボリシェヴィキ党の党員。

1991年、ソ連崩壊後に故郷へ戻ったリモノフは新生ロシアの混迷に対してアレクサンドル・ソルジェニーツィンのように幻滅してかつては反対したソ連に対する評価を改めた。ロシア語で手榴弾を意味するスラングであるレモンの名を冠した政治新聞「Limonka」を発行、自らが代表編集長として政治活動を展開した。同時に自らが主張するユーラシア主義と民族主義と共産主義の統合を具現化すべく、複数のグループを纏めて国家ボリシェヴィキ党を創設した。同党は今日に至るまで正式な政党として活動を禁止されているが、デモや暴動など激しい街頭活動により過激派として注目を浴びる存在となった。
当初は極右の超国家主義者ウラジーミル・ジリノフスキーと協力しており、ジリノフスキーによって影の内閣の安全保障大臣に指名されていたが、後にエリツィン政権への接近を見て「政治的スタントマン」「ユダヤ系ロシア人でありながら民族主義を唱える異常者」と批判して離反した。また、国家ボリシェヴィキ党の共同創設者であるアレクサンドル・ドゥーギンもプーチン政権に接近したために決裂した。
1996年、国家ボリシェヴィキ党とその機関紙となっていた政治新聞「Limonka」は、ロシア政府によって非合法的な反体制運動と指摘された。ロシア連邦裁判所は「同党と同誌は民主的な現ロシア政府を、武力やテロ行為で転覆する事を目的としている」と批判し、解散命令を出すかどうかの調査対象とすると発表した。
2000年11月、リモノフは「ザ・エグザイル」に掲載した記事でラトビア共和国のリガ市にある聖ペーター教会の占拠を予告した。具体的には手榴弾と銃器で武装した党員数名を送り込んで聖ペーター教会に立て篭もり、「ロシア系移民を迫害するラトビア政府に後悔を与える」と宣言した。実際に事件を計画していた容疑で国家ボリシェヴィキ党の党員7名が逮捕された事で、リモノフは単なる脅しではなく実際にテロリズムを計画する人物として注目を集めた。
リモノフがこうした過激派路線を一定の修正を加えたのは、ウラジーミル・プーチン政権の台頭によるものであった。強権的かつ欧米との連帯を図るプーチン政権に危機感を覚えたリモノフは、反プーチンの元に結集した野党の大連合「もう一つのロシア」に参加した。これに合わせて反ユダヤ主義や排外主義との決別を宣言した。とはいえ依然として過激な街頭活動が特徴である点に変わりなく、「Limonka」でも強硬な言説が続けられていた。

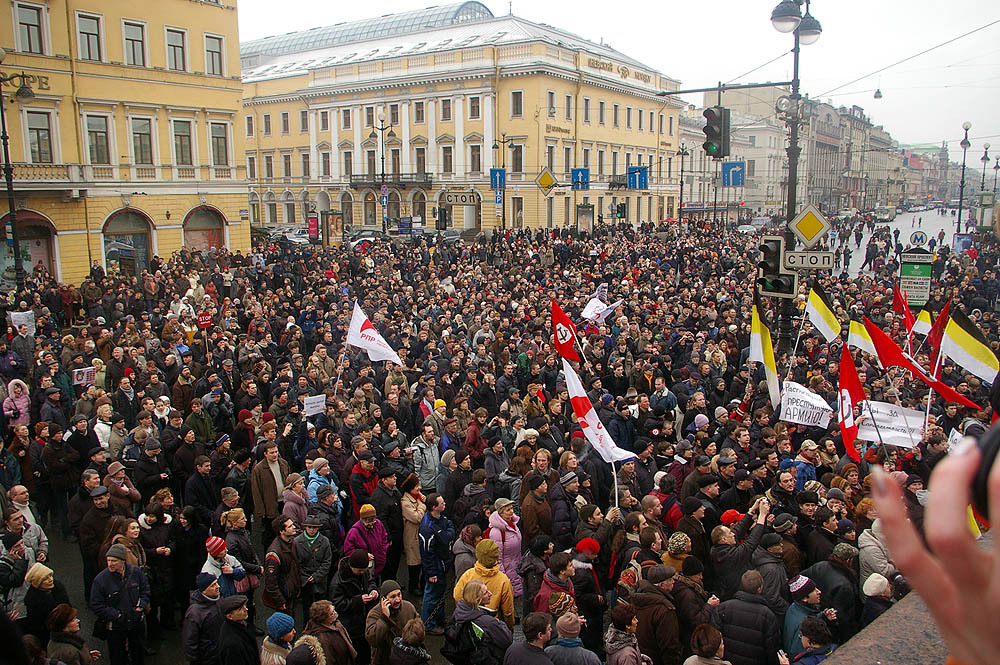
「ディセンター・マーチ」に参加する各政党のデモ隊。画面中央に国家ボリシェヴィキ党の党旗が確認できる。

2001年4月、ロシア政府はリモノフが大規模な武器密輸と武装クーデターを計画しているとして、ロシア警察に身柄を拘束させた。裁判で「Limonka」にリモノフの署名で掲載された記事に「カザフスタン政府への転覆計画」なども含まれていた事も指摘され、1年半の拘留を経て、サラトフ地方裁判所に送られた。複数の国会議員はリモノフの逮捕に十分な証拠が伴っていないと指摘したが、連邦裁判所は武器密輸などの容疑で禁固4年を言い渡した。刑務所内では模範的に過ごして刑期は2年に短縮され、出獄後に直ちに政治活動を再開した。
過激な活動の一方、プーチン政権への徹底した対抗路線や他政党との和解路線などで次第に評価を得つつあったリモノフであったが、2002年にイギリスBBCによってボスニア・ヘルツェゴビナ紛争にセルビア側の義勇兵として参加していた事が暴露され大きな非難を受けた。BBCはリモノフと思われる人物がロシア人義勇兵を率いて、サラエボ市に狙撃銃を発砲している映像を放送した。リモノフは「セルビア人支援は当時のロシア人にとって有益な選択だった」と弁明し、党やリモノフの穏健化を評価する人々は「個人的な外交行動としての行為」と擁護に務めた。しかし一部の批判派は旧セルビア政府の虐殺などに積極的な関与や賛意を見せていると批判した。
2007年3月、ウラジーミル・プーチン大統領と北西連邦管区大統領全権代表ワレンチナ・マトヴィエンコに対する大規模な反政府デモ「ディセンター・マーチ」（反逆者の行進）が実行された。左派・右派などの政治的対立を乗り越えての反プーチン運動であった事から、国家ボリシェヴィキ党も参加している。集会開始前に警察に再びリモノフは拘束されたが、党に参加を厳命した。
2007年4月14日、リモノフは反政府運動への協力容疑で逮捕され、出獄後も2009年1月31日に複数の幹部党員と三度目の拘束を受けた。また2010年には野党連合に所属するある女性議員との不倫が報道されたが、連邦保安局によって予め仕組まれた行為であった可能性が指摘されている。リモノフが反政府運動の主要指導者の一人として、ロシア政府から強い脅威を抱かれている事が伺われる。
2020年3月17日に癌のため、死去。77歳没。晩年は闘病生活を送り、2回の手術による合併症と喉の不調を訴えていた。

## 著作
- 『ぼくはエージチカ（英語版）』（長編小説。第9章「ロザンナ」は沼野充義による日本語訳が『ヌマヌマ : はまったら抜けだせない現代ロシア小説傑作選』（河出書房新社、2021年）に収録されている。[22]）
- His Butler's Story, first published in English by Grove Press, 1987.
- Memoir of a Russian Punk, Grove Weidenfeld, 1990.
- Молодой Нeгодяй (A Young Scoundrel), translated by John Dolan
- My Political Biography
- The Other Russia
- Russian Psycho
- Control Shot
- The Holy Monsters
- Imprisoned by Dead Men
- Limonov vs. Putin
- The Book of Water
- The Wild Girl
- American Vacation
- The Great Mother of Love
- Anatomy of a Hero
- Disappearance of Barbarians